# 羅西妮·瓊斯
羅西妮·瓊斯（英語：Rosine Jones，1936年—），婚後改名羅西妮·雷蒙（Rosine Lemon），是一名已退役美國女子羽球運動員。
羅西妮·瓊斯代表美國參加1966年優霸盃，在對陣日本的決賽中，她與茱蒂·德夫林·哈希曼一起出賽雙打。兩人先以18:14、15:9擊敗高木紀子/後藤和子組合，再以15:8、15:4擊敗天野博江/高橋友子組合。但這也是美國隊僅有的兩個勝點，最終全隊以2-5敗北而失去后座。
1967年，兩人一起贏得美國羽球公開賽女子雙打冠軍。